# Kabinet doktora Caligarija
Kabinet doktora Caligarija (njem. Das Cabinet des Dr. Caligari) je slavni njemački crno-bijeli nijemi horor iz 1920. kojeg je režirao Robert Wiene. Film se smatra prvim hororom u kinematografiji. To je jedan od klasika njemačkog ekspresionističkog filma koji je doživio velik uspjeh u kinima. "Kabinet doktora Caligarija" se nalazi i na listi 250 najboljih filmova kinematografije na siteu IMDb.com.

## Radnja
Francis priča nekom poznaniku na klupi kako je sreo strašnog dr. Caligarija: prije puno godina je živio u nekom gradu i bio zaljubljen u djevojku Jane. Jednog dana njegov prijatelj Alan ga pozove da posjete karnival i izložbu tajnovitog dr. Caligarija koji publici predstavi čovjeka Cesarea koji boluje od hodanja u snu i koji stalno spava. Caligari se hvali da Cesare može odgovoriti na bilo koje pitanje pa kada ga Alan upita koliko će još dugo živjeti, ovaj mu odgovori da će umrijeti sutra. 
Zgroženi Alan i Francis napuste izložbu, no sutradan Alan stvarno biva ubijen u svojoj kući. Francis počinje istraživati sumnjivog Caligarija. Ispostavi se da je Cesare ubojica koji čak otme i Jane, ali ga zaustave ljudi na ulici i ubiju. Francis otkrije da je Caligari upravitelj ludnice i da je samo uzeo lažno ime Caligari po jednom znanstveniku iz 18. stoljeća koji se bavio hodanjem u snu. Stoga Caligari biva uhićen i stavljen kao pacijent u ludnici...I onda obrat na kraju; cijela priča se samo ispostavi kao Francisova mašta, a on sam je pacijent u ludnici koju vodi dr. Caligari i koji ga liječi od njegove ludosti.

## Glume
- Friedrich Feher - Francis
- Werner Krauss - Dr. Caligari
- Conrad Veidt - Cesare
- Lil Dagover - Jane

## Zanimljivosti
- Film je isprva trebao režirati Fritz Lang
- Obrat na kraju dodan je tek nakon što je film snimljen, usprkos protivljenju producenata, kako bi se relativizirala predstavljena priča
- Neobična, stilizirana scenografija grada je bila napravljena od papira na kojem su bile nacrtane sjene kako bi se naglasio pomaknuti svijet u umu junaka
- Siegfried Kracauer je napisao knjigu From Caligari to Hitler: A Psychological History of the German Film u kojoj je iznio teoriju da je film alegorija na društveno stanje Njemačke prije 2. svjetskog rata. Po njemu lik Caligarija predstavlja tiranina i despota čija je jedina alternativa društveni kaos. No Kracauerovo djelo su odbacili mnogi stručnjaci njemačke kinematografije, među kojima je i Thomas Elsaesser koji je zaključio da se radi o "povijesnoj fantaziji".

## Kritike
Kritičari su većinom hvalili film zbog njegove revolucionarne surealne atmosfere, ali bilo je i prigovora u manjini kojima se cjelina činila ukočenom. Rob Vaux je napisao u svojoj recenziji: "Wienovo ekspresionističko remek-djelo zahtijeva gledanje za ljubitelje gotike i bizarnog filma". David Keyes je napisao: "Moderni filmaši se danas brinu o tome hoće li njihovi filmovi uvijek izgledati svježe...U vremenu kada veliki hit filmovi apsorbiraju svu pažnju gledatelja, nijemi filmovi ostaju pozitivno svježi s obzirom na dizajn. Nijedan film iz tog vremena ne otkriva to bolje od remek-djela Roberta Wienea "Kabinet dr. Caligarija". 
Film se smatra točkom koja je redefinirala njemačke filmotvorce; ostvarenje koje je pomoglo revolucionirati buduće vizije i postalo vrlo popularno u Njemačkoj i svijetu" a John Nesbit; "Dobro postavljena triler misterija koja puno više zadovoljava od današnjih holivudskih formula". Ken Hanke je pak zaključio: "Revolucionarno, no mnogo manje dobar film nego li samo dobra ideja za film".

## Vanjske poveznice
- Kabinet doktora Caligarija u internetskoj bazi filmova IMDb-a
- Recenzije na Rottentomatoes.com
- Film na google video  Arhivirana inačica izvorne stranice od 1. srpnja 2007. (Wayback Machine)